# Sygnał drogowy
Sygnał drogowy – sygnał obowiązujący w ruchu drogowym, którego znaczenie i zakres obowiązywania określone jest w Rozporządzeniu Ministrów Infrastruktury oraz Spraw Wewnętrznych i Administracji w sprawie znaków i sygnałów drogowych z dnia 31 lipca 2002 r. Sygnały drogowe sytuowane są po stronie prawej, lewej, nad bądź na jezdni. Dzielą się na: 
- sygnały świetlne nadawane przez sygnalizatory,
- sygnały nadawane przez osoby do tego uprawnione,
- sygnały dźwiękowe lub wibracyjne.